# Alt Pirineu i Aran

Aufteilung Kataloniens in 7 Regionen nach dem Regionalplan von 1995:
Àmbit metropolità
Alt Pirineu i Aran
Camp de Tarragona
Comarques Centrals
Comarques Gironines
Ponent
Terres de l’Ebre

Das Alt Pirineu i Aran ist eines von sieben Territorien (àmbits funcionals territorials), in der Autonomen Gemeinschaft Katalonien, das 1995 mit dem Regionalplan (Pla territorial general de Catalunya) durch Gesetz beschlossen wurde.
Alt Pirineu i Aran hat eine Fläche von 5.819,62 km² und ist mit 76.287 Einwohnern (2008) das am geringsten bevölkerte Territorium Kataloniens. Mit 13,1 Einwohner/km² ist das Gebiet sehr dünn besiedelt. Das Territorium liegt in den Pyrenäen, im äußersten Norden Kataloniens und grenzt an die Autonome Gemeinschaft Aragonien, Frankreich und Andorra.

## Comarcas
Stand: 2009
| Comarca        | Einwohner | Fläche (km²) |
| -------------- | --------- | ------------ |
| Alta Ribagorça | 4.375     | 426,68       |
| Alt Urgell     | 22.037    | 1.446,53     |
| Cerdanya       | 18.656    | 547,00       |
| Pallars Jussà  | 13.840    | 1.339,07     |
| Pallars Sobirà | 7.625     | 1.440,14     |
| Vall d’Aran    | 10.295    | 620,20       |

## Àmbits funcionals territorials (AFT)
- Àmbit Metropolità de Barcelona
- Ponent
- Camp de Tarragona
- Comarques Centrals
- Comarques gironines
- Terres de l’Ebre